# Ali bin Abd Allah Al Mu'alla
Ali bin Abd Allah Al Mu'alla (in arabo علي بن عبد الله المعلا‎?; ... – 1873), è stato emiro di Umm al-Qaywayn dal 1853 al 1873.
La data di inizio del regno è incerta, ma è generalmente accettato che cominciò del 1830, poco dopo che suo padre firmò la tregua marittima. Ali nel 1856 ratificò l'"ulteriore impegno per la soppressione del commercio di schiavi" e nel 1864 un trattato che sottoscriveva la protezione della linea e delle stazioni del telegrafo britannico.
Ali bin Abd Allah regnò in un periodo in gran parte pacifico nella storia spesso turbolenta di Umm al-Qaywayn, resistendo anche alle imprecazioni di Thuwayni bin Sa'id, sultano di Mascate e Oman, che voleva allearsi con Abu Dhabi e Umm al-Qaywayn contro l'emiro di Sharja Sultan I bin Saqr al-Qasimi, che si era guadagnato un rimprovero dagli inglesi per i suoi intrighi contro Thuwayni bin Sa'id. Questa politica si rivelò perdente anche quando altri leader degli Stati della Tregua diedero il loro sostegno a Thuwayni bin Sa'id. Nell'ottobre del 1870 nella battaglia di Dhank Abu Dhabi, Dubai, Ajman e Ras al-Khaima, così come i Bani Qitab e i Na'im, si scontrarono con Sultan I. Umm al-Qaywayn rimase neutrale.
Dopo aver condotto una vita pacifica, morì serenamente nel 1873 e gli succedette il fratello minore, Ahmad.